# Balsai Móni
Balsai Móni (Vác, 1977. december 13. –) Jászai Mari-díjas magyar színésznő.

## Élete és pályafutása
Édesanyja pedagógus. Újpesten nőtt fel. Volt búvárúszó, egy ideig versenyszerűen szertornázott is, illetve egy időben műugró akart lenni. Saját bevallása alapján nem versenyző alkat, hanem csapatjátékos.
1989-ben, tizenkét évesen az Angyalföldi Gyermekszínháznál kezdte meg gyermekszínészként pályafutását. Színi tanulmányait 1990−1994 között a budapesti Operettszínháznál végezte, amit 1998−2001 között a József Attila Színház Stúdiójában folytatott. Közben letett egy kozmetikusvizsgát is. 2001-től játszik a Győri Nemzeti Színház társulatában – ahova Korcsmáros György vette fel, akit mestereként tisztel Ács János mellett, aki „kihozta” a naiva szerepkörből – és a Játékszínben. 2007-től a Pesti Magyar Színház társulatának tagja volt, a 2016–17-es évadtól szabadúszó.
Vendégművészként játszott a Soproni Petőfi Színház, a nyíregyházi Móricz Zsigmond Színház, a Sirály, a Vörösmarty Színház és a Vidám Színpad (ma Centrál Színház) előadásaiban. Olyan rendezőkkel dolgozott együtt, mint: Tordy Géza, Ács János, Korcsmáros György, Balázsovits Lajos, Kiss Csaba, Guelmino Sándor, Iglódi István, Forgács Péter, Funtek Frigyes, Galambos Péter, Pinczés István és Bujtor István. A színpadon többek között Béres Ilonától, Gyöngyössy Katalintól, Kerekes Évától, Kocsis Judittól, Molnár Piroskától, Pápai Erikától, Váradi Évától tanult sokat.
Színházi szerepei mellett játszik sorozatban, filmekben. Országosan ismertté is egy sorozat, a Társas játék tette 2011 és 2013 között. Továbbá gyakori szereplője Ujj Mészáros Károly filmjeinek és 2014-ben Till Attila Tiszta szívvel című, második játékfilmjében is főszerepet kapott. Ma már közismert és népszerű filművésznek is számít. E mellett szinkronizál is. 2020-ban egyik közreműködője volt a Szemenyei János és Horgas Ádám által jegyzett, 169 művész előadásában készült Kis suttogás című karanténdalnak.
Játszott a Cannes-i fesztiválra kijutott Csicska és a számos nemzetközi fesztiváldíjat nyert Liza, a rókatündér című filmben.

## Díjai
- Kisfaludy-díj (2003, 2009)
- Domján Edit-díj (2009)
- Gundel művészeti díj (2009)
- Jászai Mari-díj (2010)
- Főnix díj (2010)
- Nocturna 2015, Madrid Nemzetközi Fantasztikus Filmek Fesztiválja - legjobb alakítás (Bede-Fazekas Szabolccsal a Liza, a rókatündérben, 2015)[11][12][13]
- 11. Fantaspoa(wd), Porto Alegre Nemzetközi Fantasztikus Filmek Fesztiválja[14] - legjobb színésznő (Liza, a rókatündér, 2015)[15]
- 15. Magyar Filmfesztivál, Los Angeles - legjobb színésznő zsűridíj (Liza, a rókatündér, 2015)[16]
- Gundel művészeti díj „Sztár-lett” kategória (a Nők Lapja szerkesztőségétől, 2015)[17]
- Story Ötcsillag-díj - Az év színésznője (2016)[18]
- 2. Magyar Filmhét - Magyar Filmdíj legjobb női főszereplő kategória (Liza, a rókatündér, 2016)[19][20]
- 13. Monte-carlói Nemzetközi Vígjátékfilm Fesztivál, Monaco - legjobb színésznő (Liza, a rókatündér, 2016)[21][22]

## Szerepei

### Színházi szerepei
| \| Szerző \| A darab címe \| Bemutató dátuma \| S z í n h á z \| Játszott szerep \| \| -------------------------------------------------------------------------------------- \| ---------------------------------- \| --------------- \| ------------------------------------------- \| ------------------------------------------------ \| \| Halász Péter – Kornis Mihály – Bereményi Géza \| Légy jó mindhalálig \| 2000. \| József Attila Színház \| Gazdasszony \| \| Molnár Ferenc \| A Pál utcai fiúk \| 2001. \| József Attila Színház \| Kolnay és Richter \| \| Molnár Ferenc \| Liliom \| 2001. \| Győri Nemzeti Színház \| Mari \| \| Patrick Hamilton \| Gázláng \| 2001. \| Játékszín \| \| \| Prosper Merimée, Offenbach, Marie Mme de Sevigné és Thornton Wilder műveiből Ács János \| A mennyei híd \| 2002. \| Győri Nemzeti Színház \| Pepita, apáca \| \| Ray Cooney \| Páratlan páros \| 2002. \| Nap-Folt Társulat \| \| \| William Shakespeare \| Othello, a velencei mór \| 2002. \| Győri Nemzeti Színház \| Desdemona \| \| Oscar Wilde \| Bunbury \| 2003. \| Győri Nemzeti Színház \| Gwendolen, Lady Bracknell lánya \| \| Molnár Ferenc \| Az ibolya \| 2003. \| Győri Nemzeti Színház \| Ilona \| \| William Shakespeare \| Romeo and Juliet \| 2003. \| Győri Nemzeti Színház \| Júlia \| \| Henrik Ibsen \| Dr. Stockmann... (A nép ellensége) \| 2004. \| Győri Nemzeti Színház \| Petra, Thomas Stockmannék lánya \| \| William Shakespeare \| A makrancos hölgy \| 2004. \| Vidám Színpad \| Bianca \| \| William Shakespeare \| Hazatérés Dániába \| 2004. \| Győri Nemzeti Színház \| Ophélia, Polonius lánya \| \| William Shakespeare \| Otelló Gyulaházán \| 2005. \| Győri Nemzeti Színház \| Pálami Viola, Barnaky felesége, az ifjú naiva \| \| Ray Cooney \| A miniszter félrelép \| 2005. \| Győri Nemzeti Színház \| Pamela Willey, Richard felesége \| \| Zágon István \| Hyppolit, a lakáj \| 2005. \| Győri Nemzeti Színház \| Terka \| \| Friedrich Schiller \| Stuart Mária \| 2009. \| Vörösmarty Színház \| Stuart Mária, Skócia királynője, angol fogságban \| \| Arthur Miller \| Pillantás a hídról \| 2005. \| Soproni Petőfi Színház \| Catherine \| \| William Shakespeare \| Lear király \| 2005. \| Győri Nemzeti Színház \| Goneril, Lear lánya \| \| Zágon István, Nóti Károly (filmforgatókönyv) \| Hyppolit, a lakáj \| 2005. \| Győri Nemzeti Színház \| Terka \| \| Molnár Ferenc \| A hattyú \| 2006. \| Győri Nemzeti Színház \| Alexandra, Beatrix lánya \| \| Heltai Jenő \| Naftalin \| 2006. \| Játékszín \| Terka, Szakolczay felesége \| \| Thornton Wilder \| Szent Lajos király hídja \| 2006. \| Pesti Magyar Színház \| Perichole \| \| Friedrich Schiller \| Ármány és szerelem \| 2007. \| Győri Nemzeti Színház \| Lujza, Millerék leánya \| \| Egressy Zoltán \| Portugál \| 2007. \| Győri Nemzeti Színház Kamaraszínháza \| Masni \| \| Molnár Ferenc \| Az üvegcipő \| 2007. \| Győri Nemzeti Színház \| Irma \| \| Füst Milán \| Máli néni \| 2008. \| Pesti Magyar Színház \| Margit kisasszony, titkárnő \| \| Szép Ernő \| Lila ákác \| 2008. \| Győri Nemzeti Színház \| Tóth Manci \| \| George Bernard Shaw \| Pygmalion \| 2008. \| Győri Nemzeti Színház \| Eliza \| \| Molnár Ferenc \| Játék a kastélyban \| 2009. \| Vörösmarty Színház \| Annie \| \| Molnár Ferenc \| Liliom \| 2010. \| Pesti Magyar Színház \| Juli \| \| William Shakespeare - Nádasdy Ádám \| Vízkereszt, vagy bánom is én \| 2010. \| Vörösmarty Színház \| Olivia, fiatal grófnő \| \| Füst Milán \| A feleségem története \| 2010. \| Pesti Magyar Színház \| Lizzy \| \| Tennessee Williams \| Macska a forró tetőn[24][25][26] \| 2010. \| Pesti Magyar Színház \| Margaret \| \| Szép Ernő \| Lila ákác \| 2011. \| Pesti Magyar Színház \| Tóth Manci \| \| Henrik Ibsen \| Nóra \| 2011. \| Jászai Mari Színház-Népház \| Nóra, a feleség \| \| Sztankay Ádám – Szabó Borbála \| Facér pasi naplója \| 2012. \| Pesti Magyar Színház \| Petra \| \| Kosztolányi Dezső, Réczei Tamás \| Nero, a véres költő \| 2013. \| Magyar Színház \| Poppea \| \| Szerb Antal, Forgách András \| Holdvilág és utasa \| 2013. \| Magyar Színház Vasfüggöny mögötti játéktér \| Éva \| \| Terje Nordby \| Jégszirom \| 2013. \| Magyar Színház Sinkovits Imre Színpad \| Johanna \| \| Federico García Lorca \| Vérnász \| 2013. \| Magyar Színház Sinkovits Imre Színpad \| Menyasszony \| \| Federico García Lorca \| Vérnász \| 2013. \| Magyar Színház Sinkovits Imre Színpad \| Menyasszony \| \| William Shakespeare, Mészöly Dezső \| Rómeó és Júlia \| 2014. \| Magyar Színház Sinkovits Imre Stúdiószínpad \| Júlia dajkája \| \| Edward Taylor, Ruttkai Zsófia \| Legyen a feleségem \| 2014. \| Játékszín \| Terri Pringle \| \| William Shakespeare, Kállay Géza \| Macbeth \| 2014. \| Magyar Színház \| Lady Macbeth, Macbeth felesége \| \| Molnár Ferenc \| Olympia \| 2015. \| Karinthy Színház \| Olympia, özv. Orsolini hercegné, a leánya \| \| Arnold Wesker, Lőrinczy Attila \| A konyha \| 2015. \| Magyar Színház \| Monique \| \| Carlo Goldoni, Török Tamara \| Chioggiai csetepaté \| 2015. \| Magyar Színház \| Lucietta, fiatal lány, Toni húga \| \| Florian Zeller \| Házassági leckék középhaladóknak \| 2016 \| Centrál Színház \| Laurence \| \| Oleksandr Mardan \| Valentin nap éjszakája \| 2017 \| Rózsavölgyi Szalon Arts & Café \| \| \| Lev Tolsztoj \| A sötétség hatalma \| 2017 \| Budaörsi Latinovits Színház \| Anyiszja \| \| Jane Austen \| Büszkeség és balítélet \| 2018 \| Centrál Színház \| \| \| Molnár Ferenc \| Delila \| 2018 \| Centrál Színház \| Marianne \| \| Euripidész \| Élektra \| 2018 \| Budaörsi Latinovits Színház \| Klütaimnésztra \| \| Florian Zeller \| Házassági leckék középhaladóknak 2 \| 2020 \| Centrál Színház \| Laurence \| \| Bíró Bence \| magyartenger \| 2022 \| Centrál Színház \| Patrícia \| \| \| Minden tekintetben \| 2022 \| Trojka Színházi Társulás \| \| \| Willy Russel \| Shirley Valentine \| 2022 \| Centrál Színház \| Shirley Valentine \| |                                    |                 |                                             |                                                  |
| Szerző | A darab címe                       | Bemutató dátuma | S z í n h á z                               | Játszott szerep                                  |
| Halász Péter – Kornis Mihály – Bereményi Géza | Légy jó mindhalálig                | 2000.           | József Attila Színház                       | Gazdasszony                                      |
| Molnár Ferenc | A Pál utcai fiúk                   | 2001.           | József Attila Színház                       | Kolnay és Richter                                |
| Molnár Ferenc | Liliom                             | 2001.           | Győri Nemzeti Színház                       | Mari                                             |
| Patrick Hamilton | Gázláng                            | 2001.           | Játékszín                                   |                                                  |
| Prosper Merimée, Offenbach, Marie Mme de Sevigné és Thornton Wilder műveiből Ács János | A mennyei híd                      | 2002.           | Győri Nemzeti Színház                       | Pepita, apáca                                    |
| Ray Cooney | Páratlan páros                     | 2002.           | Nap-Folt Társulat                           |                                                  |
| William Shakespeare | Othello, a velencei mór            | 2002.           | Győri Nemzeti Színház                       | Desdemona                                        |
| Oscar Wilde | Bunbury                            | 2003.           | Győri Nemzeti Színház                       | Gwendolen, Lady Bracknell lánya                  |
| Molnár Ferenc | Az ibolya                          | 2003.           | Győri Nemzeti Színház                       | Ilona                                            |
| William Shakespeare | Romeo and Juliet                   | 2003.           | Győri Nemzeti Színház                       | Júlia                                            |
| Henrik Ibsen | Dr. Stockmann... (A nép ellensége) | 2004.           | Győri Nemzeti Színház                       | Petra, Thomas Stockmannék lánya                  |
| William Shakespeare | A makrancos hölgy                  | 2004.           | Vidám Színpad                               | Bianca                                           |
| William Shakespeare | Hazatérés Dániába                  | 2004.           | Győri Nemzeti Színház                       | Ophélia, Polonius lánya                          |
| William Shakespeare | Otelló Gyulaházán                  | 2005.           | Győri Nemzeti Színház                       | Pálami Viola, Barnaky felesége, az ifjú naiva    |
| Ray Cooney | A miniszter félrelép               | 2005.           | Győri Nemzeti Színház                       | Pamela Willey, Richard felesége                  |
| Zágon István | Hyppolit, a lakáj                  | 2005.           | Győri Nemzeti Színház                       | Terka                                            |
| Friedrich Schiller | Stuart Mária                       | 2009.           | Vörösmarty Színház                          | Stuart Mária, Skócia királynője, angol fogságban |
| Arthur Miller | Pillantás a hídról                 | 2005.           | Soproni Petőfi Színház                      | Catherine                                        |
| William Shakespeare | Lear király                        | 2005.           | Győri Nemzeti Színház                       | Goneril, Lear lánya                              |
| Zágon István, Nóti Károly (filmforgatókönyv) | Hyppolit, a lakáj                  | 2005.           | Győri Nemzeti Színház                       | Terka                                            |
| Molnár Ferenc | A hattyú                           | 2006.           | Győri Nemzeti Színház                       | Alexandra, Beatrix lánya                         |
| Heltai Jenő | Naftalin                           | 2006.           | Játékszín                                   | Terka, Szakolczay felesége                       |
| Thornton Wilder | Szent Lajos király hídja           | 2006.           | Pesti Magyar Színház                        | Perichole                                        |
| Friedrich Schiller | Ármány és szerelem                 | 2007.           | Győri Nemzeti Színház                       | Lujza, Millerék leánya                           |
| Egressy Zoltán | Portugál                           | 2007.           | Győri Nemzeti Színház Kamaraszínháza        | Masni                                            |
| Molnár Ferenc | Az üvegcipő                        | 2007.           | Győri Nemzeti Színház                       | Irma                                             |
| Füst Milán | Máli néni                          | 2008.           | Pesti Magyar Színház                        | Margit kisasszony, titkárnő                      |
| Szép Ernő | Lila ákác                          | 2008.           | Győri Nemzeti Színház                       | Tóth Manci                                       |
| George Bernard Shaw | Pygmalion                          | 2008.           | Győri Nemzeti Színház                       | Eliza                                            |
| Molnár Ferenc | Játék a kastélyban                 | 2009.           | Vörösmarty Színház                          | Annie                                            |
| Molnár Ferenc | Liliom                             | 2010.           | Pesti Magyar Színház                        | Juli                                             |
| William Shakespeare - Nádasdy Ádám | Vízkereszt, vagy bánom is én       | 2010.           | Vörösmarty Színház                          | Olivia, fiatal grófnő                            |
| Füst Milán | A feleségem története              | 2010.           | Pesti Magyar Színház                        | Lizzy                                            |
| Tennessee Williams | Macska a forró tetőn               | 2010.           | Pesti Magyar Színház                        | Margaret                                         |
| Szép Ernő | Lila ákác                          | 2011.           | Pesti Magyar Színház                        | Tóth Manci                                       |
| Henrik Ibsen | Nóra                               | 2011.           | Jászai Mari Színház-Népház                  | Nóra, a feleség                                  |
| Sztankay Ádám – Szabó Borbála | Facér pasi naplója                 | 2012.           | Pesti Magyar Színház                        | Petra                                            |
| Kosztolányi Dezső, Réczei Tamás | Nero, a véres költő                | 2013.           | Magyar Színház                              | Poppea                                           |
| Szerb Antal, Forgách András | Holdvilág és utasa                 | 2013.           | Magyar Színház Vasfüggöny mögötti játéktér  | Éva                                              |
| Terje Nordby | Jégszirom                          | 2013.           | Magyar Színház Sinkovits Imre Színpad       | Johanna                                          |
| Federico García Lorca | Vérnász                            | 2013.           | Magyar Színház Sinkovits Imre Színpad       | Menyasszony                                      |
| Federico García Lorca | Vérnász                            | 2013.           | Magyar Színház Sinkovits Imre Színpad       | Menyasszony                                      |
| William Shakespeare, Mészöly Dezső | Rómeó és Júlia                     | 2014.           | Magyar Színház Sinkovits Imre Stúdiószínpad | Júlia dajkája                                    |
| Edward Taylor, Ruttkai Zsófia | Legyen a feleségem                 | 2014.           | Játékszín                                   | Terri Pringle                                    |
| William Shakespeare, Kállay Géza | Macbeth                            | 2014.           | Magyar Színház                              | Lady Macbeth, Macbeth felesége                   |
| Molnár Ferenc | Olympia                            | 2015.           | Karinthy Színház                            | Olympia, özv. Orsolini hercegné, a leánya        |
| Arnold Wesker, Lőrinczy Attila | A konyha                           | 2015.           | Magyar Színház                              | Monique                                          |
| Carlo Goldoni, Török Tamara | Chioggiai csetepaté                | 2015.           | Magyar Színház                              | Lucietta, fiatal lány, Toni húga                 |
| Florian Zeller | Házassági leckék középhaladóknak   | 2016            | Centrál Színház                             | Laurence                                         |
| Oleksandr Mardan | Valentin nap éjszakája             | 2017            | Rózsavölgyi Szalon Arts & Café              |                                                  |
| Lev Tolsztoj | A sötétség hatalma                 | 2017            | Budaörsi Latinovits Színház                 | Anyiszja                                         |
| Jane Austen | Büszkeség és balítélet             | 2018            | Centrál Színház                             |                                                  |
| Molnár Ferenc | Delila                             | 2018            | Centrál Színház                             | Marianne                                         |
| Euripidész | Élektra                            | 2018            | Budaörsi Latinovits Színház                 | Klütaimnésztra                                   |
| Florian Zeller | Házassági leckék középhaladóknak 2 | 2020            | Centrál Színház                             | Laurence                                         |
| Bíró Bence | magyartenger                       | 2022            | Centrál Színház                             | Patrícia                                         |
| | Minden tekintetben                 | 2022            | Trojka Színházi Társulás                    |                                                  |
| Willy Russel | Shirley Valentine                  | 2022            | Centrál Színház                             | Shirley Valentine                                |

#### Jelenleg játszott szerepei
Az utolsó módosítás ebben a szakaszban: 2015. október 14., 14:59 (CEST)
A Pesti Magyar Színházban:
- Háy János: Házasságon innen, házasságon túl - barátnő, Kati
- Sztankay Ádám – Szabó Borbála: Facér pasi naplója - Petra
- Forgách András (Szerb Antal): Holdvilág és utasa - Éva
- Janikovszky Éva: Égigérő fű - Kamilla kisasszony
- Federico García Lorca: Vérnász - menyasszony
- William Shakespeare: Romeo és Júlia - Júlia dajkája
- William Shakespeare: Macbeth - Lady Macbeth, Macbeth felesége
- Carlo Goldoni, Török Tamara: Chioggiai csetepaté - LUCIETTA, fiatal lány, Toni húga[27]
- Arnold Wesker: A konyha - MONIQUE[28]

Vendégművészként játszott szerepei:
- Edward Taylor: Legyen a feleségem! – Terri Pringle (Játékszín)[29]
- Egressy Zoltán: Portugál - Masni (Győri Nemzeti Színház)[30]
- Ljudmila Ulickaja: Rövid - Emma (Thália Színház, Füge Produkció és Jászai Mari Színház)[31]
- Molnár Ferenc: Olympia - Olympia, özvegy Orsolini hercegné (Karinthy Színház)[32]

### Filmes és televíziós szerepei
Mozifilmek
- 1996 – Fűrészporos mesék (magyar- német-török játékfilm) – utcalány
- 2001 – Csocsó, avagy éljen május elseje!
- 2004 – A ház (rövidfilm) – özvegy
- 2005 – Palika leviszi a szemetet (rövidfilm) – Klárika (Palika felesége)
- 2007 – 3 (történet a szerelemről) (kisjátékfilm) – lány
- 2007 – Az emigráns (Márairól...) – Minden másképp van (magyar-olasz játékfilm) – fiatal Lola
- 2008 – Rövid de kemény életem – a terhes lány
- 2008 – Valami Amerika 2. –  színésznő[33]
- 2008 – Álmatag férfiak titkos kalandjai (kisjátékfilm) – lány
- 2011 – Csicska (rövidfilm) – feleség[34]
- 2013 – Couch Surf (vígjáték filmdráma) – feleség
- 2015 – Liza, a rókatündér (játékfilm) – Liza[35]
- 2016 – Tiszta szívvel (játékfilm) – Zita
- 2016 – Vér-erdő (kisjátékfilm) – anya
- 2016 – A martfűi rém (játékfilm) – Szigeti Nóra, Bognár felesége
- 2017 – Kincsem (játékfilm) – Hédike
- 2017 – Jupiter holdja (játékfilm) – Vera
- 2018 – X – A rendszerből törölve (játékfilm) – Éva
- 2018 – Napszállta (játékfilm) – Müllerné
- 2019 – Drakulics elvtárs (játékfilm) – Nádja asszony
- 2023 – Hat hét – Emma
- 2025 – Szenvedélyes nők – Lilla

Tévéfilmek és sorozatok
- 2003 – Dili buli (kabaré)
- 2003 – Tea (12. epizód: Orvost!)
- 2003–2004 – Szeret, nem szeret – Melinda
- 2007 – Minden másképp van – Márairól (televíziós film)
- 2011–2013 – Társas játék – Béres Judit
- 2014 – A berni követ (magyar thriller, tévéfilm) – Edina, Koroknai (a követ) felesége[36]
- 2015–2018 – Válótársak – Tamara, Jakab Dávid felesége[37][38]
- 2017 – Terápia 3. évad - Adél[39]
- 2019 – Alvilág – Veres Nóra
- 2023 – Mellékhatás – Fodor Lili
- 2023 – Tündérkert – Kísértések kora – Károlyi Zsuzsanna
- 2024 – A renitens' – Cseke Anikó őrnagy

### Szinkron szerepei
- Charley nénje (Charleys Tante, 1956): Mona - Ruth Stephan
- A kacsa ½ 8-kor csenget (Die Ente klingelt um halb acht, 1968): Dr. Jaspers - Graziella Granata
- 12+1 (12+1, 1969): Pat - Sharon Tate
- Kengyelfutó gyalogkakukk (The Road Runner Show, 1971): ?[forrás?]
- Garfield és barátai VII. (Garfield and Friends VII., 1994): Vivacia[forrás?]
- Sandokan (TV-film) (Sandokan, 1995 {2. magyar változat}): Surama[forrás?]
- A fülke (Phone Booth, 2002): Pamela McFadden - Katie Holmes
- Dirty Dancing 2. (Dirty Dancing: Havana Nights, 2004): Katey Miller - Romola Garai
- Szupervihar (Category 6: Day of Destruction, 2004): Sabrina Rogers - Alicia Johnston
- Keleti bosszú (The Mechanik, 2005): Julia Abramoff - Olivia Lee
- Borban az igazság (Bottle Shock, 2008): Sam Fulton - Rachael Taylor
- Angelina, a balerina (Angelina Ballerina: The Next Steps, 2010): Miss Mimi[forrás?]
- Az icipici óriás (The Small Giant, 2010): Emily
- Tatonka történetei (Les Légendes de Tatonka, 2010): Ina[forrás?]
- Toy Story 3. (Toy Story, 2010): Trixie[forrás?]
- Amerika Kapitány: Az első bosszúálló (Captain America: The First Avenger, 2011): Peggy Carter - Hayley Atwell
- Egy nap (One Day, 2011): Emma - Anne Hathaway
- Egy maréknyi tenger (Bir Avuç Deniz, 2011): Dilek Hanoglu - Zeynep Özder
- Szalmakutyák (Straw Dogs, 2011): Amy Sumner - Kate Bosworth
- Transformers 3. (Transformers: Dark of the Moon, 2011): Carly - Rosie Huntington-Whiteley
- Vizet az elefántnak (Water for Elephants, 2011): Marlena Rosenbluth - Reese Witherspoon
- Amerikai pite: A találkozó (American Reunion, 2012): Mia - Katrina Bowden
- Árnyjátékos (Shadow Dancer, 2012): Collette - Andrea Riseborough
- Fogadom (The Vow, 2012): Gwen - Jessica McNamee
- Igaz szerelem (True Love, 2012): Kate - Ellen Hollman
- Kényszerleszállás (Flight, 2012): Nicole - Kelly Reilly
- Amerikai botrány (American Hustle, 2013): Rosalyn Rosenfeld - Jennifer Lawrence
- Farkas (The Wolverine, 2013): Yukio - Rila Fukushima
- Gyakornokok (The Internship, 2013): Dana - Rose Byrne
- Időről időre (About Time, 2013): Kit Kat - Lydia Wilson
- Turbó (Turbo, 2013) - Paz[forrás?]
- Szerelem a felhők felett (Amour & turbulences, 2013): Julie - Ludivine Sagnier
- Az ismeretlen Drakula (Dracula Untold, 2014): Mirena - Sarah Gadon
- Rossz szomszédság (Neighbors, 2014): Kelly Radner - Rose Byrne
- A zátony (The Shallows, 2016): Nancy Adams - Blake Lively
- Fák jú, Tanár úr! : Lisi Schnabelstedt - Karoline Herfurth
- Fák jú, Tanár úr! 2. : Lisi Schnabelstedt - Karoline Herfurth
- Poldark (2015–2019):  Eleanor Tomlinson - Demelza

### CD.k, hangoskönyvek
- Finy Petra: A darvak tánca[40]
- Finy Petra: A fűszerkatona